# Мерка
Мерка (англ. Merka, Meryka; нем. Merika; егип. Mrj-k3 «Любимый (его) Ка») — влиятельный чиновник (ок. 2890 год до н. э.) Древнего Египта в правление последнего фараона I династии Каа.

## Биография
Мерка служил в Мемфисе и происходил из царской семьи, что следует из его третьего титула (iri-p t). Его титулы записаны на двух колоннах, но сложны из-за повреждений для перевода. Три титула (sm3, iri-p t, s(t)m) среди прочих записаны крупнее и выше имени Мерки. Религиозные титулы связаны с именами богов Анубиса, Нейт и скорпионом, а также титул sm3, означающий жреца, обряжающего статую божества. В I династии прослеживалась тесная связь богини Нейт с правящей династией, что в очередной раз подтверждает теорию родства Мерки с представителями царской семьи. Также его жреческий титул s(t)m связан с проведением царских ритуалов и может обозначать царского сына.
Мерка занимал должность «районного управляющего пустыни» (- mr zmit) и контролировал приграничные регионы, управлял проживающими там людьми, ведал полезными ископаемыми. Постоянное нахождение Мерки при дворе, вдали от пустынных границ делает его позицию номинальной. Другой титул (h rp Wnt) указывает на руководство Заячьим номом (позже — 15 номом Верхнего Египта), на территории которого располагались карьеры Хатнуб (егип. Hw.t-nbw — «Дом золота»). Придворные титулы Мерки включали: «управляющий дворцом» (h rp h), «следующий за фараоном» (šms-nswt) и «управляющий царской лодкой» (h rp wi3-nswt). Они указывают на высокое положение и политическое влияние Мерки при дворе, поскольку в те времена путешествие фараона на лодке не сводилось к праздности, но предполагало установление административного порядка в стране, и потому сопровождающий фараона был важной, приближённой фигурой.

## Гробница
Мерка похоронен в мастабе S3505 на севере Саккары в период правления фараона Каа. В гробнице обустроен поминальный алтарь. Это крупнейшая мастаба I династии с размерами 2,73×1,75 м (или 65,2×40 м) выкопали на глубине 1, 83 м. В ней найдена Стела Мерки с его многочисленными титулами, плюс некоторые предметы (каменные и глиняные сосуды, украшения, косметические принадлежности, статуя), найденные и описанные в 6-томной монографии Уолтером Эмери. Обнаруженные фрагменты скелета Эмери не подвергал исследованиям, но считал останками Мерки.